# Gnophos pallescens
Gnophos pallescens là một loài bướm đêm trong họ Geometridae.